# Woods Landing-Jelm
Woods Landing-Jelm es un lugar designado por el censo ubicado en el condado de Albany en el estado estadounidense de Wyoming . En el año 2010 tenía una población de 97 habitantes y una densidad poblacional de 15.9 personas por km². 

## Geografía
Woods Landing-Jelm se encuentra ubicado en las coordenadas 41°5′56.45″N 106°1′50.56″O / 41.0990139, -106.0307111. Según la Oficina del Censo, la localidad tiene un área total de 6,1 km² (2,4 mi²), de la cual 6,1 km² (2,4 mi²) es tierra y 0 km² (0 mi²) (0.0%) es agua.

## Demografía
En el 2000 la renta per cápita promedia del hogar era de $44.063, y el ingreso promedio para una familia era de $63.214. El ingreso per cápita para la localidad era de $26.248. En 2000 los hombres tenían un ingreso per cápita de $26.719 contra $22.500 para las mujeres. Alrededor del 10.20% de la población estaba bajo el umbral de pobreza nacional.